# ویلفرد راتر
ویلفرد راتر (انگلیسی: Wilfried Rother؛ زادهٔ ۲۰ سپتامبر ۱۹۹۰) بازیکن فوتبال اهل فرانسه است.
از باشگاه‌هایی که در آن بازی کرده‌است می‌توان به باشگاه فوتبال تروا اشاره کرد.